# پرولکس جنرال الکتریک

لوگوی پرلک جی‌ای

پرلکس جنرال الکتریک (انگلیسی: Prolec GE) شرکت تولیدکننده ترانسفورماتور واقع در شهر آپوداکا، نوئوو لئون، مکزیک است. این شرکت حاصل سرمایه‌گذاری مشترک بین Grupo Xignux و جنرال الکتریک (۴۹٫۹۹) است. پرلکس یکی از بزرگترین تولیدکننده‌های ترانسفورماتور در آمریکای شمالی است و در سال ۲۰۱۴ توانست ۱۴٪ از سهم بازار ترانسفورماتور را در ایالات متحده به خود اختصاص دهد. این شرکت در زمینه تولید، انتقال و توزیع برق قدرت محصولات خود را ارائه می‌دهد.
علاوه در مکزیک، این شرکت دارای دو کارخانه در هند نیز هست.

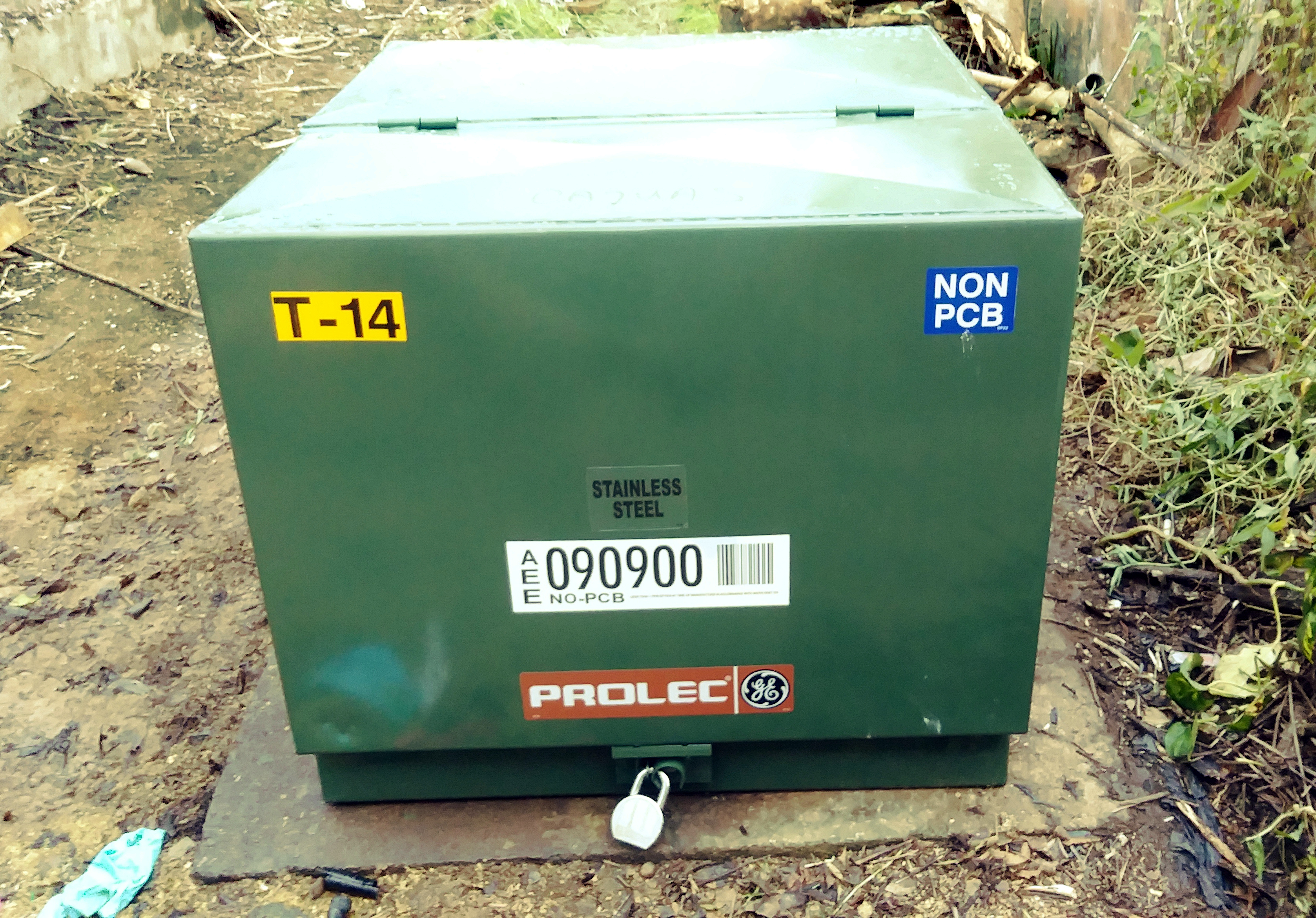
یک نوع ترانسفورماتور ساخت این کشور.